# Cass Elliot

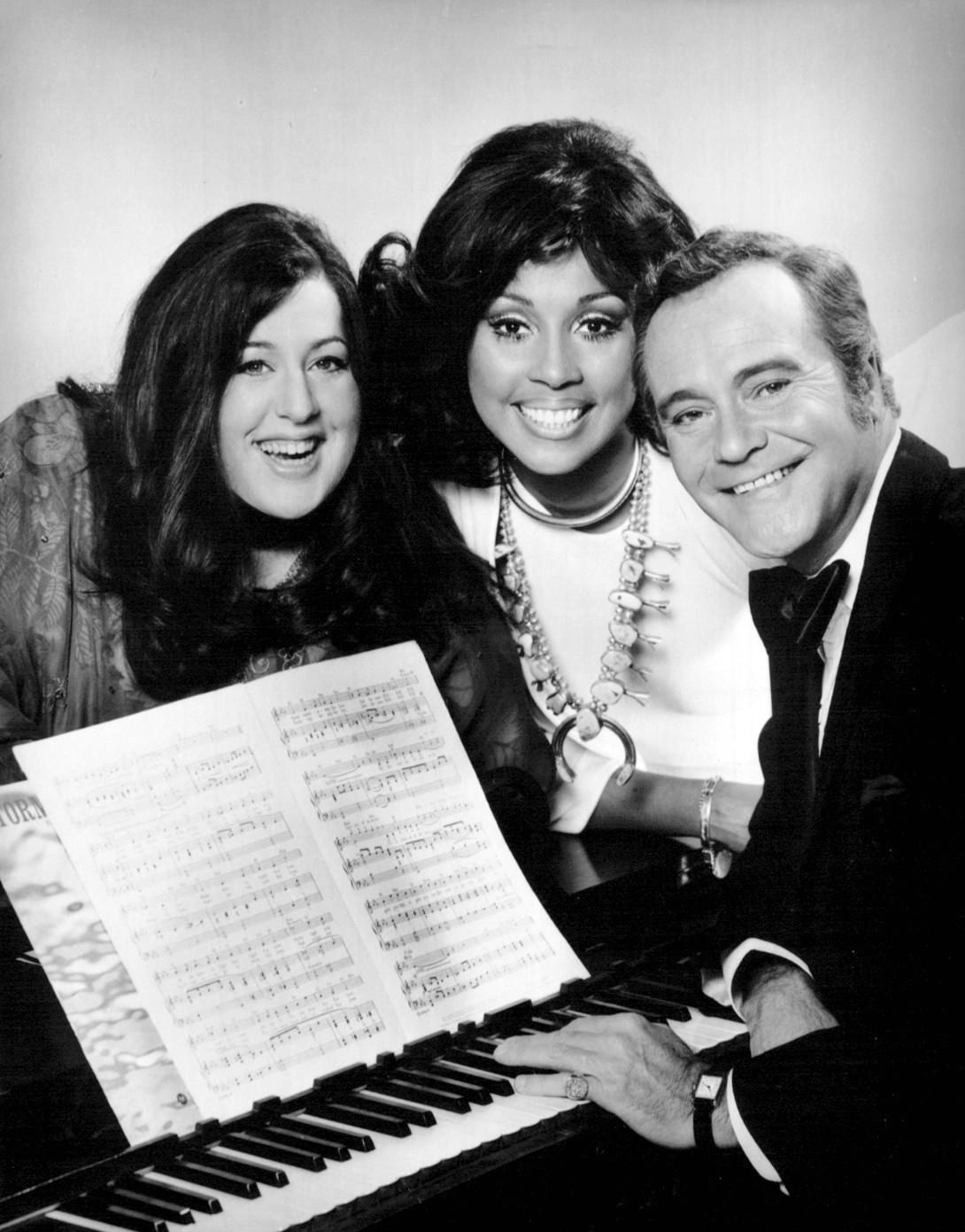
Cass Elliott (links) mit Diahann Carroll und Jack Lemmon (1973)

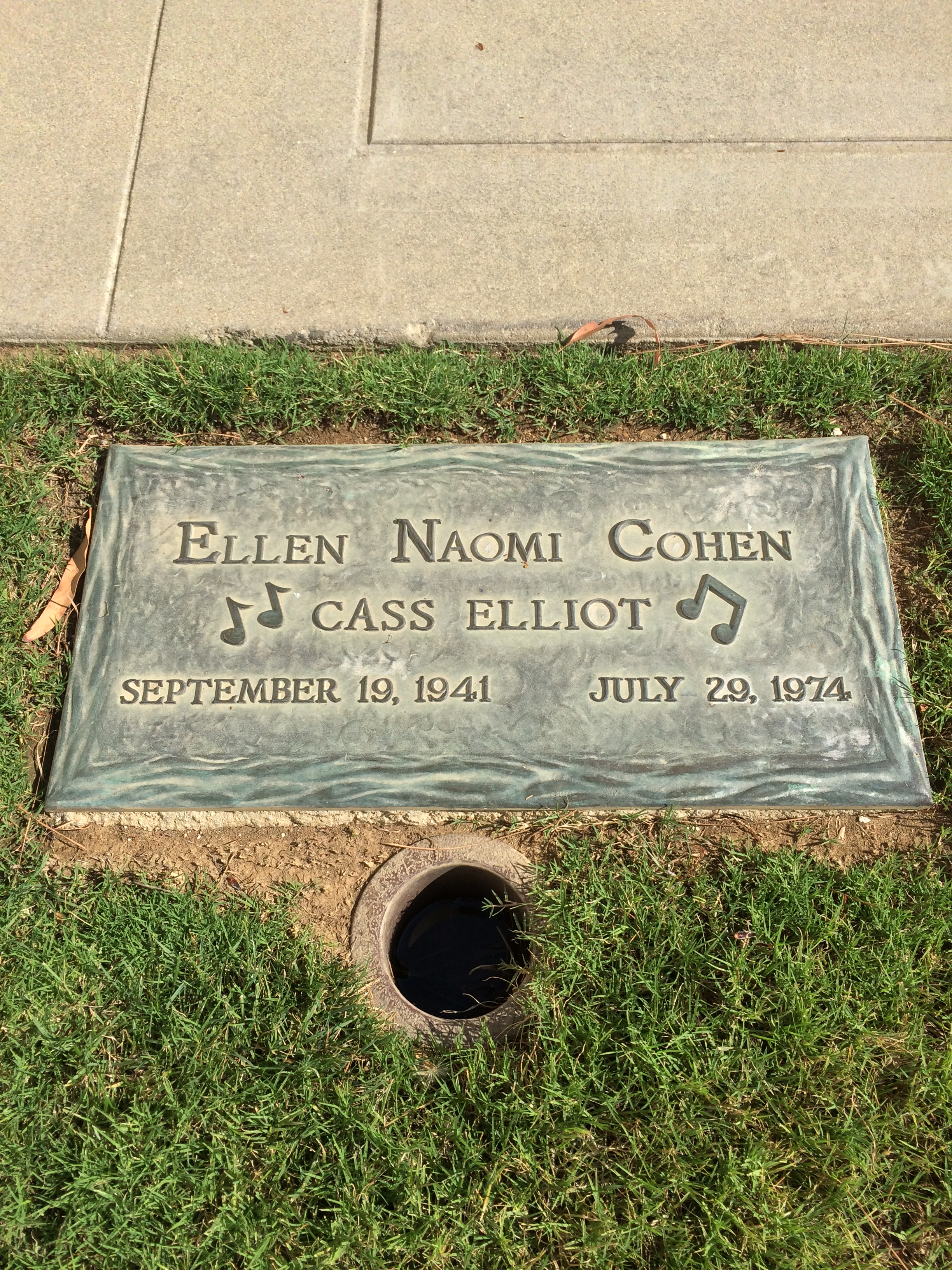
Urnengrab von Cass Elliot im Mount Sinai Memorial Park Cemetery

Cass Elliot (* 19. September 1941 in Baltimore als Ellen Naomi Cohen; † 29. Juli 1974 in London, England) war eine US-amerikanische Sängerin. Berühmtheit erlangte sie als Mitglied der Band The Mamas & the Papas, woher auch ihr Spitzname Mama Cass stammt.

## Leben
Cass Elliot wurde in Baltimore geboren und wuchs in Washington, D.C. auf. Sie war das erste von drei Kindern von Philip Zachary Cohen (1916–1962) und dessen Frau Bess Joan Cohen, geb. Levine (1915–1994), beides Kinder in die USA eingewanderter russischer Juden. Ihre jüngere Schwester Leah (1948–2024) und ihr jüngerer Bruder, Joseph William Cohen (1951–2016), wurden ebenfalls Musiker und Songwriter.
Vor ihrem Highschool-Abschluss begann sie mit dem Singen und der Schauspielerei und ging nach der Schule, Anfang der 1960er Jahre, nach New York City, dem damaligen Zentrum der Folkmusik. Sie sang in mehreren Folk-Bands, darunter in The Mugwumps, die 1964 in Greenwich Village gegründet wurden.
Ende 1964 ging sie nach Los Angeles und bezog ein Haus im Szene-Viertel Laurel Canyon, 7321 Woodrow Wilson Drive. Dort lernte sie John Phillips und seine Ehefrau Michelle sowie Denny Doherty kennen. Gemeinsam gründeten sie die Band The New Journeymen, die sich 1965 in The Mamas & the Papas umbenannte.
Die Band existierte zwar nur kurze Zeit, schuf aber die Flower-Power-Bewegung prägende Hits wie California Dreamin’ und Monday, Monday. Cass Elliots Version von Dream a Little Dream of Me ist wohl die bekannteste Interpretation dieses Liedes. Nach der Geburt ihrer Tochter Owen Vanessa im Jahr 1967 und der Auflösung der Band Ende 1968 versuchte sie sich an einer Solokarriere. It’s Getting Better und Make Your Own Kind Of Music sind ihre bekanntesten Solo-Hits; eine geplante dreiwöchige Konzertreihe in Las Vegas geriet allerdings zum Debakel, da Elliot gesundheitliche Probleme hatte und das Projekt nach nur einem Abend abbrechen musste. David Crosby gab später zu Protokoll, dass die Sängerin damals bereits heroinabhängig gewesen sei und die Droge oft gemeinsam mit ihm konsumiert habe.
Elliots Karriere schien sich anschließend zu erholen. Neben den zwei Solo-Alben Dream a Little Dream (1968) und Bubble Gum, Lemonade & Something For Mama (1969) nahm sie 1970 ein Duett-Album mit Dave Mason auf und sang in TV-Shows zusammen mit John Denver, Johnny Cash und Julie Andrews. Für den Film Doctors’ Wives (1971) sang sie das Titellied (The Costume Ball); im Film Pufnstuf (1970) hatte sie einen Gastauftritt.
1971 kam die Band wieder zusammen, um ein letztes gemeinsames Album (People Like Us) aufzunehmen, das dann allerdings weniger erfolgreich als die Vorgängeralben war. Die Solokarriere von Cass Elliot geriet ins Stocken, was auch an ihren Drogen- und Alkoholexzessen lag.
Nach der endgültigen Trennung von The Mamas & the Papas plante sie 1972 den Neubeginn ihrer Karriere. Es folgten drei weitere Soloalben: Das Album Cass Elliot (mit diesem Titel wollte sie ihr „Mama Cass“-Image hinter sich lassen), The Road Is No Place for a Lady und der Konzertmitschnitt Don’t Call Me Mama Anymore. Erfolge in den Single- oder Albumcharts blieben aus; Elliot litt weiterhin an ihrer Drogensucht.
In Europa hatte Elliot 1974 mit ihrer Soloshow dennoch großen Erfolg; die Konzerte im London Palladium waren zwei Wochen lang ausverkauft. Sie starb aber noch vor dem Ende dieses Zeitraums in der Wohnung des befreundeten Musikers Harry Nilsson am 29. Juli 1974 im Alter von 32 Jahren an einem Herzinfarkt. Das Gerücht, sie sei an einem Schinken-Sandwich erstickt, entspricht nicht der Wahrheit. Vielmehr hatte Elliot, seit ihrer Jugend stark übergewichtig, ihr Herz bei Versuchen geschädigt, ihr Gewicht durch Schockdiäten zu reduzieren; auch der jahrelange Drogenmissbrauch spielte mutmaßlich eine Rolle.
Ihre Tochter Owen Vanessa Elliot-Kugell ist ebenfalls Sängerin und tourt mit dem Beach-Boys-Musiker Al Jardine.

## Rezeption
Der Soundtrack von Hettie Macdonalds Coming-out-Age-Film Beautiful Thing aus dem Jahr 1996, basierend auf Jonathan Harveys gleichnamigen Theaterstück, besteht aus insgesamt 15 Songs von Cass Elliott und The Mamas & the Papas. Leah, eine der Figuren des Films, verehrt Elliott und stimmt immer wieder ihre Lieder an.
Der Song Dream a Little Dream of Me wurde 1992 in einer Werbung des Modekonzerns C&A genutzt, was in Deutschland zu einer verstärkten Nachfrage nach diesem Lied führte. Elliots Song Make Your Own Kind Of Music wurde mehrfach in der Mystery-Serie Lost verwendet, leitete die zweite und die dritte Staffel ein und wurde zu einem Leitmotiv der Figur Desmond Hume. 2013 war das Lied in der achten Staffel der Fernsehserie Dexter zu hören. Im Frühjahr 2023 ging der Song auf der Plattform TikTok durch ein Meme viral: In den folgenden Monaten war er in über 46 000 Videos mit mehr als 31 Millionen Views zu hören.
Am 3. Oktober 2022 wurde Elliot postum mit einem Stern auf dem Hollywood Walk of Fame ausgezeichnet.

## Diskografie
Für Veröffentlichungen mit The Mamas & the Papas siehe dort.

### Mit The Big 3
- 1963: The Big 3
- 1964: Live at the Recording Studio

### Mit The Mugwumps
- 1965: The Mugwumps

### Soloalben
| Jahr | Titel                                          | Höchstplatzierung, Gesamtwochen, AuszeichnungChartsChartplatzierungen (Jahr, Titel, Platzierungen, Wochen, Auszeichnungen, Anmerkungen) | Anmerkungen                                                   |
| Jahr | Titel                                          | US | Anmerkungen                                                   |
| ---- | ---------------------------------------------- | --- | ------------------------------------------------------------- |
| 1968 | Dream a Little Dream                           | US87 (10 Wo.)US |                                                               |
| 1969 | Bubblegum, Lemonade, and... Something for Mama | US91 (14 Wo.)US |                                                               |
| 1969 | Make Your Own Kind of Music                    | US169 (6 Wo.)US | Neuauflage von Bubblegum, Lemonade, and... Something for Mama |
| 1970 | Mama’s Big Ones                                | US194 (1 Wo.)US |                                                               |
| 1971 | Dave Mason & Cass Elliot                       | US49 (7 Wo.)US | mit Dave Mason                                                |

Weitere Soloalben
- 1972: Cass Elliot
- 1972: The Road Is No Place for a Lady
- 1973: Don't Call Me Mama Anymore (Live-Album)

### Singles
| Jahr | Titel Album                                                                  | Höchstplatzierung, Gesamtwochen, AuszeichnungChartplatzierungen (Jahr, Titel, Album, Platzierungen, Wochen, Auszeichnungen, Anmerkungen) | Höchstplatzierung, Gesamtwochen, AuszeichnungChartplatzierungen (Jahr, Titel, Album, Platzierungen, Wochen, Auszeichnungen, Anmerkungen) | Höchstplatzierung, Gesamtwochen, AuszeichnungChartplatzierungen (Jahr, Titel, Album, Platzierungen, Wochen, Auszeichnungen, Anmerkungen) | Höchstplatzierung, Gesamtwochen, AuszeichnungChartplatzierungen (Jahr, Titel, Album, Platzierungen, Wochen, Auszeichnungen, Anmerkungen) | Anmerkungen |
| Jahr | Titel Album                                                                  | DE | CH | UK | US | Anmerkungen |
| ---- | ---------------------------------------------------------------------------- | --- | --- | --- | --- | --- |
| 1968 | Dream a Little Dream of Me                                                   | DE5 (25 Wo.)DE | CH22 (5 Wo.)CH | UK11 (12 Wo.)UK | US12 (11 Wo.)US | 1931 ein Hit für Wayne King Autoren: Gus Kahn, Wilbur Schwandt, Fabian André Charteinstieg in DE und CH erst 1992 |
| 1968 | California Earthquake Dream a Little Dream of Me                             | — | — | — | US67 (5 Wo.)US | |
| 1969 | It’s Getting Better Bubblegum, Lemonade, and... Something for Mama           | — | — | UK8 (15 Wo.)UK | US30 (19 Wo.)US | |
| 1969 | Move in a Little Closer, Baby Bubblegum, Lemonade, and... Something for Mama | — | — | — | US58 (6 Wo.)US | |
| 1969 | Make Your Own Kind of Music                                                  | — | — | — | US36 (9 Wo.)US | |
| 1970 | New World Coming Mama’s Big Ones                                             | — | — | — | US42 (7 Wo.)US | |
| 1970 | A Song That Never Comes Mama’s Big Ones                                      | — | — | — | US99 (2 Wo.)US | |

Weitere Singles
- 1970: The Good Times Are Coming
- 1970: Don’t Let the Good Life Pass You By
- 1971: Something to Make You Happy
- 1971: Too Much Truth, Too Much Love
- 1972: Baby I’m Yours
- 1972: (If You’re Gonna) Break Another Heart
- 1972: That Song
- 1972: Does Anybody Love You
- 1973: I Think A Lot About You